# تامی داگلاس
توماس کلمنت داگلاس (انگلیسی: Thomas Clement Douglas) (زادهٔ ۲۰ اکتبر ۱۹۰۴ – درگذشتهٔ ۲۴ فوریهٔ ۱۹۸۶) سیاستمدار نامدار کانادایی بود.
او یک سیاستمدار عضو حزب سوسیال دموکراسی کانادا بود. او در سال ۱۹۳۵ به مجلس عوام کانادا راه یافت. سپس او به عنوان هفتمین فرماندار استان ساسکاچوان کانادا انتخاب شد (۱۹۴۴–۱۹۶۱). این برای اولین بار بود که یک دولت سوسیال دموکرات در آمریکای شمالی به روی کار می‌آمد. او ابداع گر یک سیستم خدمات درمانی همگانی(Single-payer healthcare) برای شهروندان از طریق مالیات بود که بر اساس آن شهروندان از خدمات درمانی کاملاً رایگان بهره‌مند می‌شدند به گونه ای که بیماران از زمان ورود به مراکز درمانی تا زمان خروج بدون توجه به نوع بیماری هیچ گونه هزینه ای پرداخت نمی‌کردند. این سیستم به سرعت در کانادا محبوب و رایج شد.
در سال ۲۰۰۴ در نظرسنجی که در برنامه ای در تلویزیون CBC کانادا برگزار شد شهروندان کانادایی او را به عنوان پرافتخارترین و محترمترین کانادایی تاریخ انتخاب کردند.